# Pranzo alle otto
Pranzo alle otto (Dinner at Eight) è un film del 1933 diretto da George Cukor. Il film si rivela una formidabile testimonianza dell'America degli anni della Grande depressione: prima che il pranzo inizi, trapelano una lunga serie di informazioni e notizie sulle condizioni dei ricchi e sulla disperazione dei poveri.

## Trama
Un pranzo mondano fa da sfondo a una serie di comportamenti e di rapporti che si intrecciano durante la serata. Oliver Jordan è un armatore in crisi e malato. La moglie Millicent organizza un pranzo al quale gli ospiti principali sono due nobili inglesi che disdegnano la serata e questo fatto crea malumore nella padrona di casa: al loro posto, interverranno come rimpiazzo, due parenti poveri. Gli altri invitati sono Carlotta Vance, un'anziana attrice molto ricca e vecchia fiamma del marito; Larry Renault un attore alcolizzato e ormai sulla via del tramonto che ha da poco iniziato una relazione con Paola, figlia dei Jordan; Dan Packard, un capitano d'industria con la moglie Kitty; il medico di famiglia - amante di Kitty - e consorte.

## Produzione
Il film, tratto dall'omonima commedia teatrale di Edna Ferber e George S. Kaufman del 1932 andata in scena al Music Box Theatre per il Broadway theatre con Marguerite Churchill, Constance Collier e Conway Tearle arrivando a 232 recite, è il primo che Cukor gira per la Metro-Goldwyn-Mayer.

## Distribuzione
Distribuito dalla Metro-Goldwyn-Mayer, il film venne presentato a New York il 23 agosto 1933 e a Hollywood il 29, uscendo poi nelle sale in dicembre.
Si rivelò un grande successo commerciale grazie anche al cast di attori straordinario e alla cosiddetta commedia sofisticata..
Il film viene citato nel documentario The Silent Feminists: America's First Women Directors del 1993.

### Data di uscita
- Stati Uniti d'America (New York City, anteprima): 23 agosto 1933 (Dinner at Eight)
- Ungheria: 22 dicembre 1933 (Vacsora nyolckor)
- Stati Uniti d'America: 28 dicembre 1933
- Germania: 1934 (Dinner um acht)
- Turchia: 1934 (Saat 8'de ziyafet)
- Finlandia: 11 febbraio 1934 (Päivälliset klo 8)
- Svezia: 22 febbraio 1934 (Middag kl. 8)
- Francia: 23 febbraio 1934 (Les Invités de huit heures)
- Spagna: 1 marzo 1934 (Cena a las ocho)
- Italia: 15 marzo 1934 (Pranzo alle otto)
- Paesi Bassi: 13 aprile 1934 (Om 8 uur aan tafel)
- Danimarca: 16 aprile 1934 (Middag kl. 8)
- Giappone: 26 aprile 1934 (晩餐八時, trasl: Bansan hachi-ji)
- Portogallo: 25 dicembre 1934 (Jantar às Oito)
- Islanda: maggio 1935 (Miðdegisverður kl. 8.)

### Edizione italiana
Il primo doppiaggio fu effettuato negli studi della Metro-Goldwyn-Mayer italiana sotto la direzione di Franco Schirato.

## Riconoscimenti
Nel 2000 l'American Film Institute l'ha inserito all'85º posto della classifica delle cento migliori commedie americane di tutti i tempi.
Nel 2023 è stato selezionato per la conservazione nel National Film Registry degli Stati Uniti dalla Biblioteca del Congresso come "culturalmente, storicamente o esteticamente significativo".

## Remake
Nel 1989 è stato realizzato un rifacimento televisivo Pranzo alle otto (Dinner at Eight), diretto da Ron Lagomarsino, interpretato da Lauren Bacall, John Mahoney e Ellen Greene, rispettivamente nei ruoli di Carlotta Vance, Oliver Jordan e Kitty Packard. Prodotto e trasmesso dalla TNT negli Stati Uniti, in prima visione l'11 dicembre 1989, in Italia è stato distribuito in VHS dall'etichetta Panarecord.